# The Name of the Game
The Name of the Game ist ein Song der schwedischen Popgruppe ABBA, der 1977 als erste Single ihres neuen Albums ABBA – The Album erschien und noch im selben Jahr auch auf diesem veröffentlicht wurde. Bei den Lead Vocals wechselten sich die ABBA-Sängerinnen Agnetha Fältskog und Anni-Frid Lyngstad ab. Die B-Seite der Single bildete das Stück I Wonder (Departure) als Live-Version, die im Rahmen ihrer Konzerttournee durch Europa und Australien mitgeschnitten worden war.

## Hintergrund
The Name of the Game war u. a. von Stevie Wonder inspiriert, einem wichtigen Idol der Gruppe. Zudem war es der erste Song, der in den Sessions für ihr neues Album ABBA – The Album aufgenommen wurde. Begonnen wurde mit der Aufnahme, die zunächst den Arbeitstitel A Bit of Myself hatte, am 31. Mai 1977, über den Sommer und Anfang Herbst wurde sie noch etwas überarbeitet. Der Song besteht insgesamt aus sechs verschiedenen Teilen, die Andersson und Ulvaeus zu einem Ganzen zusammenfügten. Die Musik bestand aus Keyboard-Spuren, Akustik- und E-Gitarren sowie aus einer Piccolotrompete. Am Anfang wurden Bass und Synthesizer eingesetzt. Den endgültigen Titel lieferte Stig Anderson, Björn Ulvaeus schrieb daraufhin den Text. Ein Musikvideo wurde am 25. September 1977 gedreht.

## Rezeption

### Charts und Chartplatzierungen
Als erste neue Single nach der ABBA-Welttournee und aus den Aufnahmesessions für das neue Album wurde The Name of the Game in weltweit dreizehn Ländern ein Top-10-Hit. Sie erreichte Platz 2 in Schweden, Irland, Belgien und den Niederlanden, Platz 3 in Norwegen und Südafrika, Platz 4 in Neuseeland und Simbabwe, Platz 5 in Finnland, Platz 6 in der Schweiz und Australien, Platz 7 in Deutschland und Platz 10 in Mexiko. Zudem erreichte sie unter anderem Platz 12 in Österreich und den USA. In Großbritannien belegte The Name of the Game für vier Wochen Platz 1 in den Singlecharts.

### Auszeichnungen für Musikverkäufe
| Land/Region                  | Auszeichnungen für Musikverkäufe (Land/Region, Auszeichnung, Verkäufe) | Verkäufe  |
| ---------------------------- | ---------------------------------------------------------------------- | --------- |
| Europa (IFPI)                | Platin                                                                 | 1.000.000 |
| Schweden (IFPI)              | Platin                                                                 | (60.000)  |
| Vereinigtes Königreich (BPI) | Platin                                                                 | (300.000) |
| Insgesamt                    | 3× Platin ·                                                            | 1.000.000 |

Hauptartikel: ABBA/Auszeichnungen für Musikverkäufe